# Vicia unijuga
Vicia unijuga là một loài thực vật có hoa trong họ Đậu. Loài này được A.Br. miêu tả khoa học đầu tiên.

## Hình ảnh

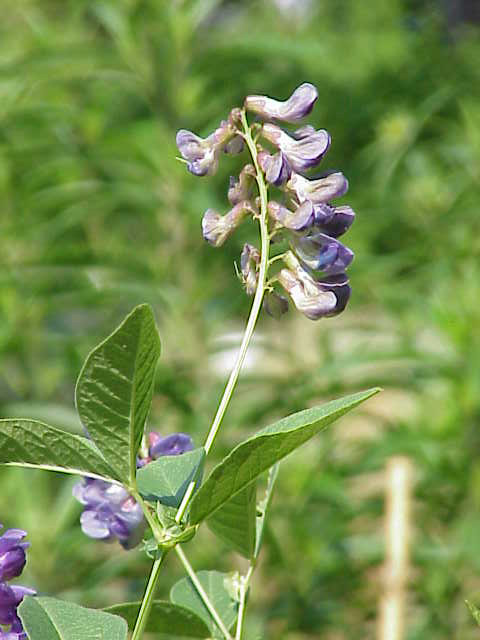